# Чешиха
Чешиха — небольшая река в России, протекает по Ивановской области. Устье реки находится по левому берегу реки Уводи, впадает в старицу реки Уводи. Исток реки теряется в лесах Савинского района. Не судоходна.
На реке расположена нежилая деревня Маткино.